# Marxa del desacord

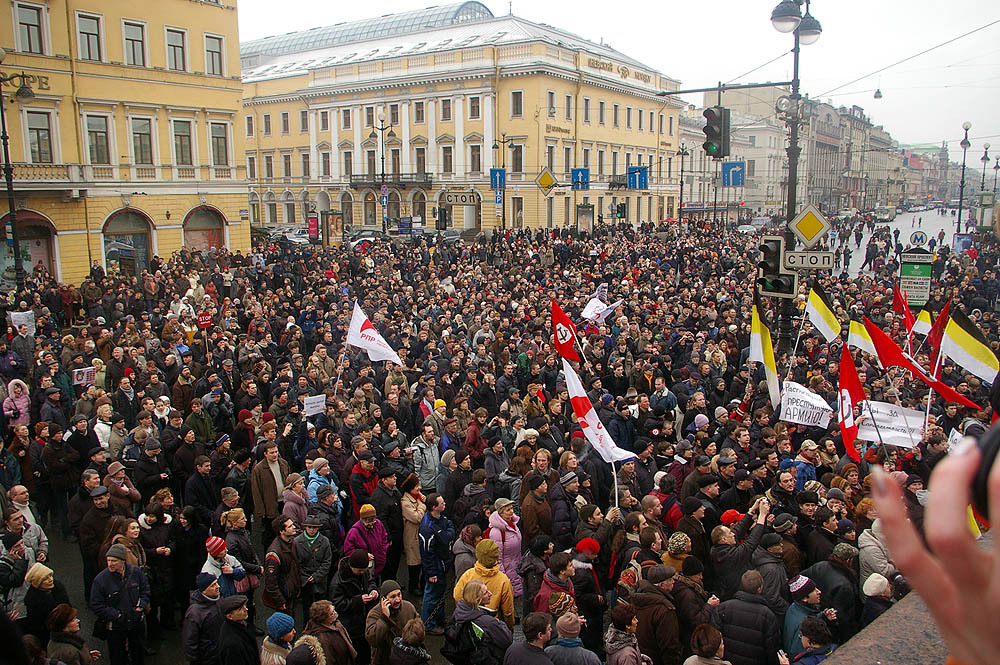
Manifestants prop de Gostiny Dvor, Sant Petersburg, el 3 de març de 2007.

La Marxa del desacord (en rus: Марш несогласных) fou una sèrie de protestes de caràcter polític que varen tenir lloc els dies 16 de desembre de 2006, a Moscou, el 3 de març de 2007, a Sant Petersburg, el 24 de març de 2007, a Nijni Nóvgorod, el 14 d'abril de 2007, per segon cop a Moscou i el 15 d'abril de 2007, altre cop a Sant Petersburg, el 18 de maig a Samara i el 19 de maig a Txeliàbinsk. Només algunes d'aquestes marxes foren reflectides als mitjans de comunicació occidentals.
La marxa del desacord fou precedida el desembre del 2005 per altres protestes de l'oposició en ciutats russes, que van implicar una menor quantitat de gent.
La majoria de les protestes no estaven autoritzades. En general, les autoritats de les ciutats on la marxa era programada proposaven als manifestants reunir-se en llocs més aviat perifèrics o prohibien les manifestacions. No obstant això, d'acord amb la legislació russa, els organitzadors d'una marxa només han d'informar les autoritats dels propers esdeveniments per evitar qualsevol sanció, mentre que les autoritats no tenen dret a prohibir una marxa en els llocs específics en què ha estat planejada per l'oposició, i els participants a la marxa van normalment desafiar les prohibicions (a més de la manifestació a Sant Petersburg el 15 abril 2007).